# Национални парк Шумава
Национални парк Шумава, или Национални парк Боемске шуме, је национални парк у јужночешким регијама Чешке Републике дуж границе са Немачком (где лежи мањи суседни Национални парк Баварска шума) и Аустрија. Они штите мало насељено подручје истоименог планинског венца Шумава или Боемска шума.

## Географија
Национални парк Шумава налази се у западном делу Чешке и на граници са Немачком и Аустријом. Парк заузима површину од око 680 квадратних километара, а укључује и највиши врх у Чешкој, врх Смрчина, који се налази на висини од 1.602 метра.
Подручје Шумаве карактеришу густе шуме, реке, језера, ливаде и планински врхови. Шумава се простире преко три региона, Чешке, Немачке и Аустрије.
Главне реке које протичу кроз Шумаву су Влтава, Отава и Резна, док се на овом подручју налазе и бројна језера, као што су Черне језеро, Плешне, Прашилске језеро и др.
Захваљујући свом географском положају и специфичним климатским условима, Шумава има богату биљну и животињску разноврсност, што чини овај парк посебно занимљивим за туристе и посетиоце који желе да истраже овај део Чешке.

## Флора и Фауна
Национални парк Шумава је познат по богатој флори и фауни. У овом парку се могу наћи многе врсте биљака, од којих су неке ретке и угрожене. Шумава је дом и разним врстама животиња, као што су вукови, рисови, даброви, јелени, срне, дивље свиње, дивље мачке и многе друге врсте сисара, птица и инсеката.
Од посебног значаја су ендемичне врсте које се налазе само у Шумавском крају, као што су чешки јоргован и многе друге. Ту су и шуме са стогодишњим стаблима, које представљају прави бисер парка.
Када је реч о фауни, у Шумави постоји преко 1.300 различитих врста инсеката, као и преко 50 врста сисара и 120 врста птица. На овом подручју постоје и велика станишта ретких врста птица, као што су црни и бели ждрал, кошуте, мали и велики тетреб и др.

## Историја
Национални парк Шумава има дугу и богату историју која сеже у праисторију. Подручје Шумаве је пре око 2000 година било насељено келтским племенима, а касније су овде живели Германи, Баварци и Чеси.
Шумава је током средњег века била значајан рударски крај, а експлоатација сребра и других минерала на овим просторима допринела је развоју градова и насеља у овом крају.
У 19. веку Шумава је постала важно станиште бројних биљних и животињских врста, а подручје је постало популарно за лов и риболов.
После Другог светског рата Шумава је подељена између Чешке и Немачке, а подручје је претрпело знатна разарања и разарања током ратних сукоба. Након пада Берлинског зида 1989. године, границе су поново успостављене, а Шумава је постала национални парк који се простире на територији Чешке.
Национални парк Шумава данас представља важан део културног и природног наслеђа Чешке Републике и популарна је туристичка дестинација за посетиоце из целог света. Национални парк какав данас познајемо основан је 20. марта 1991.